# Marie Dollinger

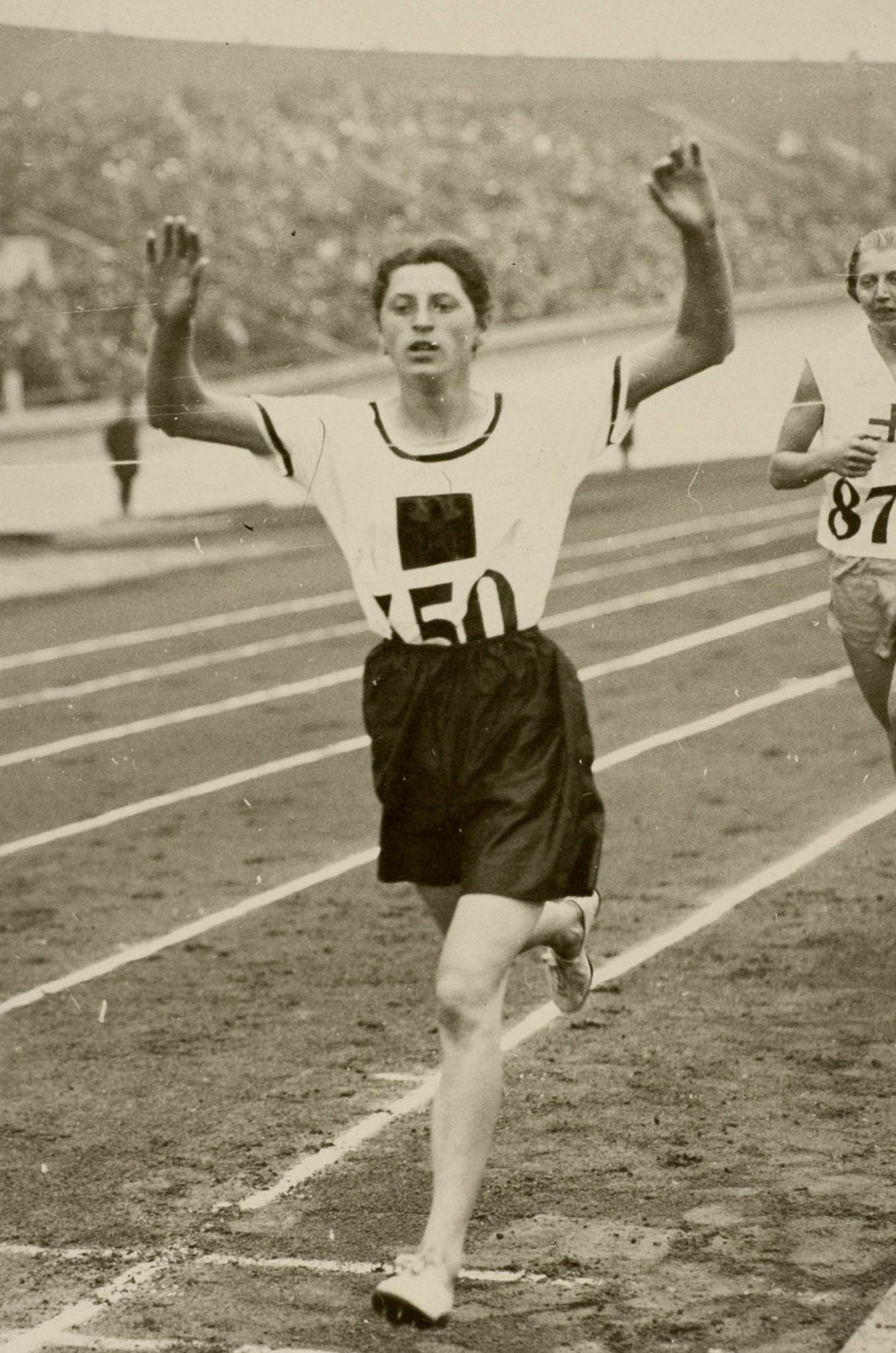
Marie Dollinger bei den Olympischen Spielen 1928 in Amsterdam

Maria „Marie“ Dollinger (* 28. Oktober 1910 in Langenzenn; † 10. August 1994 in Langenzenn) war eine deutsche Leichtathletin.

## Biografie
Marie Dollinger ist die einzige deutsche Leichtathletin vor 1945, die dreimal an Olympischen Spielen teilnahm. Allerdings blieb sie dabei ohne olympische Medaille: 1928 in Amsterdam war sie taktisch noch zu unreif, 1931 stellte sie mit 2:16,8 min zwar den Weltrekord im 800-Meter-Lauf auf, doch dann wurde diese Strecke für Frauen abgeschafft. 1932 war sie als einzige deutsche Sprinterin zu Olympia nach Los Angeles entsandt worden. So musste sie in der 4-mal-100-Meter-Staffel mit einer Kugelstoßerin und zwei Speerwerferinnen laufen. Bei den Olympischen Spielen 1936 in Berlin wurde sie Vierte im 100-Meter-Lauf. In der Aufstellung Emmy Albus, Käthe Krauß, Marie Dollinger, Ilse Dörffeldt lief die 4-mal-100-Meter-Staffel im Vorlauf einen Weltrekord, doch im Finale – als man klar in Führung lag – fiel beim letzten Wechsel der Stab.
Dollingers Ehemann Friedrich Hendrix holte 1932 mit der 4-mal-100-Meter-Staffel Silber, und die gemeinsame Tochter, Brunhilde Hendrix, kam im gleichen Wettbewerb 1960 in Rom ebenfalls zu Silber.

### Kontroverse um 100-Meter-Lauf 1936
Die drei vor Dollinger platzierten Läuferinnen im Finale des 100-Meter-Laufs der Olympischen Spiele 1936 hatten gemeinsam, dass man ihre weibliche Sexualität und damit ihre Startberechtigung für Frauenwettbewerbe stark anzweifelte. Dollinger selbst äußerte sich 1968 gegenüber der ehemaligen Hochspringerin Elfriede Kaun, die ebenfalls an den Spielen teilgenommen hatte, dass sie „die einzige Frau in diesem Rennen“ gewesen sei. Während dies im Fall der Siegerin Helen Stephens durch eine Untersuchung noch vor den Spielen widerlegt werden konnte, wurde im Fall der Zweitplatzierten Stanisława Walasiewicz postum eine Intersexualität festgestellt.

## Ergebnisse

### Olympische Spiele
- 1928 - 800 m (7.)
- 1932 - 100 m (4.), 4 × 100 m (6.)
- 1936 - 100 m (4.), 4 × 100 m (6./Stabverlust)

### Frauen-Weltspiele
- 1930 - 800 m (2.), 200 m (Finale – nicht angetreten)
- 1934 - 100 m (4.), 200 m (6.), 4 × 100 m (1.)

### Deutsche Meisterschaften
- 1929 - 800 m (1.)
- 1930 - 800 m (1.)
- 1931 - 800 m (1.), 200 m (1.)
- 1932 - 100 m (1.), 200 m (2.)
- 1933 - 100 m (2.), 200 m (1.)
- 1934 - 100 m (2.), 200 m (2.)
- 1935 - 100 m (2.)
- 1936 - 100 m (2.)